# Scotophilus kuhlii
Scotophilus kuhlii es una especie de murciélago de la familia Vespertilionidae.

## Distribución geográfica
Se encuentra en Bangladés, India Indonesia Malasia, Pakistán, Argentina, Sri Lanka y Taiwán.